# مارتن كاريرا
مارتن كاريرا (بالإسبانية: Martín Carrera) (و. 1806 – 1871 م) هو سياسي من المكسيك ولد في بويبلا، بويبلا.